# Piranha II: The Spawning
Piranha II: The Spawning is een Amerikaans-Italiaanse horrorfilm uit 1982 en was het regiedebuut van James Cameron. De film was een vervolg op Joe Dante's Piranha. De film ontving slechte recensies en was een financiële flop maar ervaarde later toch succes als een cultfilm. Cameron heeft de film voor een lange verworpen maar erkende de film in latere jaren toch als zijn debuut.

## Plot
Een instructrice voor duiken, haar biochemicus vriend en haar ex-man, de politiechef, proberen een reeks bizarre sterfgevallen te koppelen aan een gemuteerde variant van piranha's, die hun schuilplaats hebben in een gezonken vrachtschip voor de kust van een Caribisch eilandresort.

## Rolverdeling
- Tricia O'Neil ... Anne Kimbrough
- Steve Marachuk ... Tyler Sherman
- Lance Henriksen ... Steve Kimbrough
- Ted Richert ... Raoul
- Ricky G. Paull ... Chris Kimbrough
- Leslie Graves ... Allison Dumont
- Albert Sanders ... Leo Bell
- Tracy Berg ... Beverly
- Phil Colby ... Ralph Benotti
- Hildy Maganasun ... Myrna Benotti
- Carole Davis ... Jai
- Connie Lynn Hadden ... Loretta